# Gösta Löfgren
Karl Gösta Herbert Löfgren (født 29. august 1923, død 5. september 2006) var en svensk fodboldspiller (angriber) og -træner.
Löfgren spillede på klubplan for henholdsvis Motala AIF i sin fødeby samt for IFK Norrköping. Han vandt tre svenske mesterskaber med sidstnævnte
Löfgren spillede desuden 40 kampe for Sveriges landshold. Han repræsenterede sit land ved OL 1952 i Helsinki, hvor svenskerne vandt bronze, samt ved VM 1958 på hjemmebane, hvor det blev til sølv efter finalenederlag til Brasilien.
Efter sit karrierestop var Löfgren også i en enkelt sæson træner for sin gamle klub som aktiv, IFK Norrköping.

## Titler
Allsvenskan
- 1960, 1962 og 1963 med IFK Norrköping